# Aenigmina critheis
Aenigmina critheis là một loài bướm đêm thuộc họ Sesiidae. Nó được tìm thấy ở Mozambique.